# Terence Hill

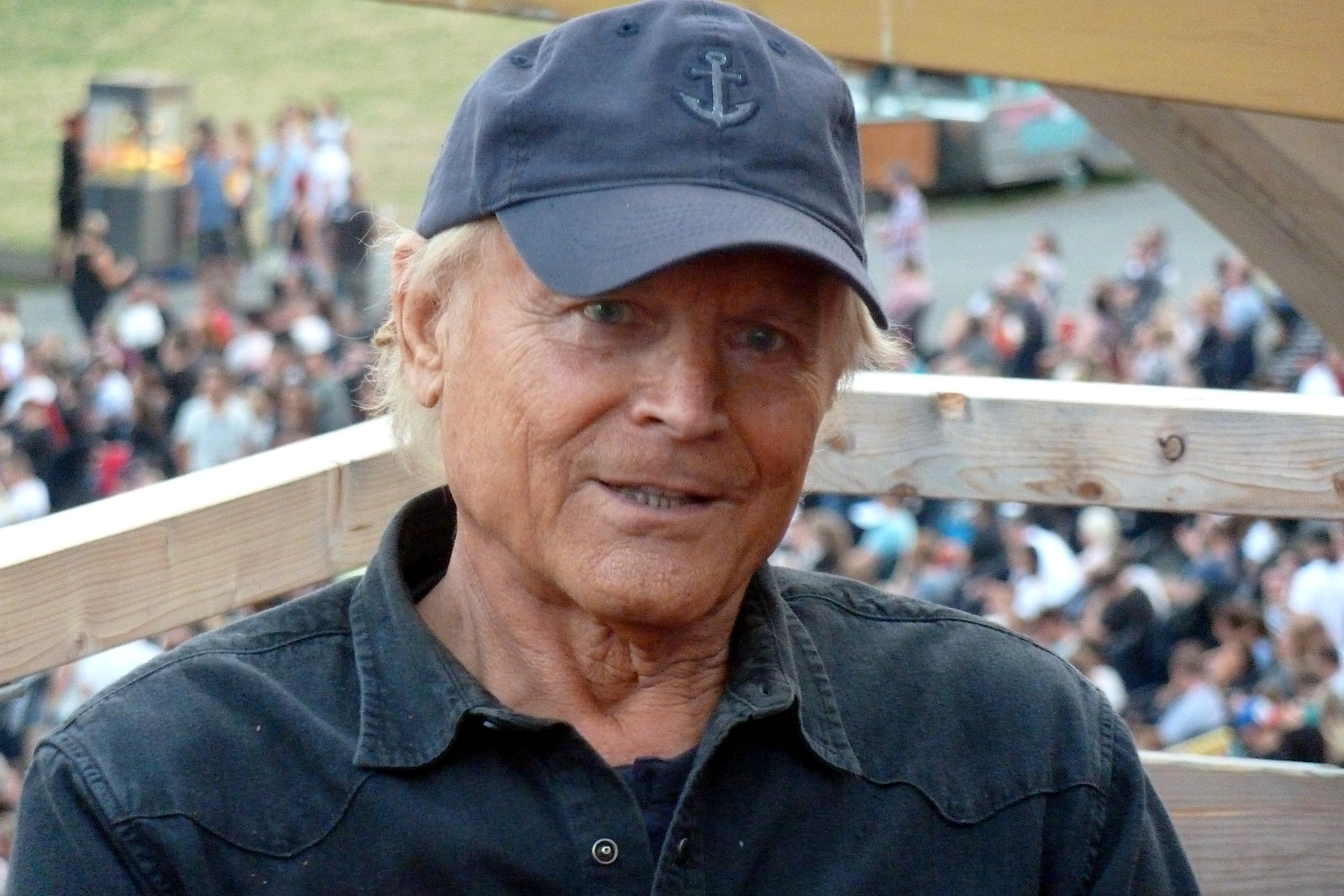
Terence Hill am 20. August 2018 bei der Deutschland-Premiere seines Films Mein Name ist Somebody bei den Filmnächten am Elbufer in Dresden

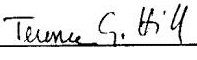

Terence Hill (* 29. März 1939 in Venedig, Königreich Italien; bürgerlich Mario Matteo Girotti) ist ein italienischer Schauspieler, Filmproduzent, Drehbuchautor und Regisseur. Er besitzt zudem die US-amerikanische und seit 2022 auch die deutsche Staatsangehörigkeit. Zusammen mit Bud Spencer bildete er jahrelang ein erfolgreiches Film-Duo in zahlreichen Filmen, darunter Western-Parodien und Italowestern (Bud-Spencer-und-Terence-Hill-Filme). Seit seinem Wechsel ins Western- und Actionfach im Jahr 1967 dreht er unter dem Künstlernamen Terence Hill. VHS- oder DVD-Versionen älterer Filme, in denen er noch unter seinem bürgerlichen Namen Mario Girotti firmierte, wurden zumindest in Einzelfällen unter dem Label Mario Girotti aka Terence Hill beworben.

## Leben

### Kindheit und Privatleben
Terence Hill wurde am 29. März 1939 als Mario Girotti in Venedig geboren. Sein Vater, der Chemiker Girolamo Girotti stammt aus Amelia in der italienischen Region Umbrien, seine Mutter Ottilie Minna Hildegard Thieme (1911–1956) aus Lommatzsch bei Dresden. Das Ehepaar hatte mit Oduardo und Piero noch zwei weitere Söhne. 1943 zog die Familie nach Lommatzsch, wo bereits seine Großeltern wohnten und sein Vater als Chemiker für die Schering AG arbeitete. In dieser Stadt verbrachte er bis 1945 den restlichen Teil seiner Vorschulzeit und erlebte die schweren Luftangriffe auf Dresden Ende 1944 und Anfang 1945 mit, als er im Alter von fünf Jahren zusammen mit seiner Mutter dem Tod knapp entkam. 1947 zog die Familie nach Amelia in Italien, wo Hill die Schule abschloss und einige Semester Literatur studierte. 1995 besuchte er nach der deutschen Wiedervereinigung nach fast 50 Jahren wieder die Stätten seiner Kindheit in Lommatzsch.
Bis zu seinem sechsten Lebensjahr sprach er ausschließlich Deutsch. Er bezeichnet es als seine Muttersprache und spricht es weiterhin. Seine Großmutter lebte in der Nähe von Ortenburg in Niederbayern.
Während der Dreharbeiten zu Gott vergibt … Django nie! in Almería, Spanien, 1967 heiratete Hill zwei Monate nach dem ersten Kennenlernen die bayerischstämmige Amerikanerin Lori Zwicklbauer, die die Dialogtrainerin für diesen Film war.
Hill hat zwar die US-amerikanische Staatsbürgerschaft angenommen, lebt heute aber im italienischen Amelia, dem Herkunftsort seines Vaters.
Am 30. März 2017 eröffnete er in Amelia die Eisdiele Gelateria Girotti. Bereits 1974 betrieb sein Großonkel eine Eisdiele in der Stadt. Seit Dezember 2019 gibt es zudem einen Gelateria Girotti – Terence Hill Eis Saloon in Dresden.
Hill ist praktizierender Katholik.

### Sport und Filmdebüt
Zu Terence Hills Hobbys gehörte das Schwimmen. Er gewann mit seiner Mannschaft Lazio, zu der auch sein späterer Schauspielpartner Bud Spencer gehörte, eine Bronzemedaille bei den italienischen Jugendmeisterschaften. Später gewann er auch noch eine Silbermedaille im Rudern mit seinem Verein Tevere Roma. Der Regisseur Dino Risi entdeckte ihn im Alter von zwölf Jahren beim Schwimmen und setzte ihn in Vacanze col gangster (Holiday for Gangsters, 1951) ein. Nach diesem ersten Filmauftritt spielte Hill weiter in kleineren Filmen, um sich sein Studium und sein Motorrad-Hobby leisten zu können.
Mit 15 Jahren besuchte er für drei Jahre eine Schauspielschule. Nach drei Jahren eines Literatur-Studiums an der Universität Rom beschloss Hill, sich ganz auf das Schauspielern zu verlegen.
Seine blauen Augen sind ein markantes Kennzeichen Terence Hills. Gelegentlich wurde vermutet, er habe blau gefärbte Kontaktlinsen getragen, was er in seinen Interviews regelmäßig verneinte.

### Schauspielkarriere
1959 war Girotti, wie auch sein späterer langjähriger Schauspielpartner Carlo Pedersoli (Bud Spencer), in Hannibal zu sehen, wenn auch ohne gemeinsame Szene.
Nach verschiedenen Monumentalfilmen, unter anderem in Luchino Viscontis Der Leopard (an der Seite von Claudia Cardinale, Burt Lancaster und Alain Delon), wurde Hill 1964, noch als Mario Girotti, für die deutschen Karl-May-Filme verpflichtet. In Winnetou II durfte er als Lt. Robert Merril Winnetous Liebe Ribanna heiraten. Drei weitere Karl-May-Filme folgten. Nachdem er 1966 in Die Nibelungen den Ritter Giselher verkörpert hatte, wechselte er 1967 das Genre und trat in Italowestern auf.
Für den Film Gott vergibt – Django nie! (Dio perdona… Io no!, 1967) wurde von ihm und Carlo Pedersoli verlangt, sich Künstlernamen zuzulegen: „Die Wahrheit ist, dass ich eine Liste mit 20 Namen bekam und mich innerhalb von 24 Stunden für einen davon entscheiden musste. ‚Terence Hill‘ war einer dieser Namen. Er hat mir einfach gefallen, und die Initialen sind dieselben wie die meiner Mutter, das hat meine Entscheidung auch beeinflusst.“ Im Zuge der aufkommenden Frauenbewegung wurde behauptet, er habe den Namen seiner Frau angenommen. Das hat er später dementiert.
Giuseppe Colizzi, der Regisseur des Films, setzte das Duo auch in Vier für ein Ave Maria (1968) und Hügel der blutigen Stiefel (1969) ein. Diese ersten Filme mit Spencer und Hill waren noch harte, zeittypische Italowestern mit wenig Humor. Schnell stellte sich jedoch heraus, dass die beiden Darsteller als Komödiantenduo sehr effektiv waren. Der drahtige, trickreiche Hill und der korpulente, bärbeißige Spencer ergänzten sich hier in optischer wie charakterlicher Hinsicht. Nachdem das Duo in lustigen Filmen populär geworden war, wurden ihre frühen Italo-Western teils mit neuen, komödiantischen Synchronisationen wieder im Kino verwertet.
Mit dem parodistischen Western Die rechte und die linke Hand des Teufels konnten die beiden Schauspieler unter der Regie von Enzo Barboni 1970 einen großen Erfolg verbuchen, der im Jahr darauf durch Vier Fäuste für ein Halleluja noch übertroffen wurde. Der sensationelle Erfolg dieser Westernparodie (Regie ebenfalls Enzo Barboni), die allein in Deutschland zwölf Millionen Zuschauer anzog, etablierte Spencer und Hill als erfolgreichstes Komikerduo der 1970er Jahre. Während dieser Dekade traten die beiden Darsteller zusammen in neun Filmen auf, die alle nach dem gleichen Erfolgsrezept hergestellt wurden. Die beiden Stars waren als gutmütige, doch schlagkräftige Abenteurertypen zu sehen, die sich durch flapsige Sprüche hervortaten. Die obligatorischen Prügelszenen waren unblutig und parodistisch überzeichnet. In Filmen wie Zwei Himmelhunde auf dem Weg zur Hölle (1972), Zwei sind nicht zu bremsen (1978), Das Krokodil und sein Nilpferd (1979) oder Zwei bärenstarke Typen (1983) konnten Spencer und Hill Erfolge verbuchen. Erst Mitte der 1980er Jahre hatte sich das Erfolgsrezept verbraucht.
Nach einer zehnjährigen Pause waren die beiden Darsteller 1994 in Die Troublemaker wieder gemeinsam auf der Leinwand zu sehen, konnten aber nicht mehr an frühere Erfolge anknüpfen. Bud Spencer erklärte im März 2008, dass ein weiterer gemeinsamer Film in Planung sei, dementierte im April 2011 jedoch, dass es einen weiteren Film mit Terence Hill geben werde: „Nie wieder. Wir bewegen uns wie alte Männer.“
Seine wohl bekannteste Rolle spielte Terence Hill als Nobody in Mein Name ist Nobody (Il mio nome è Nessuno, 1973) neben Hollywood-Altstar Henry Fonda. Zwei Jahre später erschien der Film Nobody ist der Größte (Un Genio, due compari, un pollo). Dieser wird in Deutschland als Fortsetzung zu Mein Name ist Nobody vermarktet, ist allerdings ein völlig eigenständiger Film. 1977 spielte Hill in der Komödie Mister Billion und dem Kriegsfilm Marschier oder stirb an der Seite von Gene Hackman und Catherine Deneuve. Im Film Der Supercop (Poliziotto superpiù, 1980) spielte Hill den mit Superkräften ausgestatteten Polizisten Dave Speed, welcher zusammen mit dem von Ernest Borgnine gespielten Sergeant Dunlop eine Falschgeldbande überführt.
Auch hinter der Kamera war Terence Hill aktiv. So führte er Regie in einigen seiner Filme wie Keiner haut wie Don Camillo (Don Camillo, 1983) oder auch Die Troublemaker (Botte di Natale, 1994), dem letzten gemeinsamen Film mit Bud Spencer. Für den Film Renegade schrieb er das Drehbuch.
In der 1991 erschienenen Realverfilmung der belgischen Comic-Serie Lucky Luke des Comiczeichners Morris spielte Hill die Hauptfigur Lucky Luke. Aus dem Pilotfilm entstand die gleichnamige Fernsehserie mit acht Folgen, die sich mit der Handlung eng an die Geschichte des Comics hält, jedoch nur mäßig erfolgreich war.
2000 bis 2021 war Terence Hill auf Rai 1 in der italienischen Fernsehserie Don Matteo, als Pfarrer, der Kriminalfälle löst, zu sehen. Nach der vierten Episode der 13. Staffel, deren Dreharbeiten am 31. Mai 2021 begannen, stieg Terence Hill aus der Serie aus. Die Serie ging mit Raoul Bova als neuem Hauptdarsteller weiter. Insgesamt war Terence Hill in über 250 Folgen der Serie zu sehen.
In der Fernsehserie Die Bergpolizei – Ganz nah am Himmel spielte Hill von 2011 bis 2015 den Förster Pietro, der zurückgezogen in Südtirol am Pragser Wildsee lebt und der Polizei ebenfalls bei der Verbrechensbekämpfung hilft.

### Kinder
Sein leiblicher Sohn Jess Hill wurde am 7. November 1969 geboren; sein am 11. April 1973 geborener und in München adoptierter Sohn Ross Hill kam am 30. Januar 1990 bei einem Autounfall ums Leben, nachdem sein Auto bei glatter Fahrbahn gegen einen Baum geprallt war.

## Synchronisation
Terence Hill wurde von verschiedenen Sprechern synchronisiert – darunter Hartmut Reck oder Manfred Schott, bevor Thomas Danneberg seine Standardstimme wurde. Die Synchronbearbeitung seiner Filme durch Rainer Brandt und Karlheinz Brunnemann prägte Hills Ansehen in Deutschland maßgeblich. Die Texte wurden mit Kalauern und Wortspielen versehen, und die im Original oft spärlichen Dialoge wurden teilweise erweitert, indem etwa ursprünglich stumme Einstellungen übersprochen wurden, in denen der Mund nicht zu sehen ist. In der für Bibel TV synchronisierten Fassung von Don Matteo lieh ihm Dennis Schmidt-Foß seine Stimme.

## Sonstiges
Als letzte gemeinsame Veröffentlichung des Duos Bud Spencer/Terence Hill gilt das Computerspiel Bud Spencer & Terence Hill: Slaps and Beans. Das Spiel wurde im Dezember 2017 veröffentlicht und beinhaltet diverse Szenen aus den bekannten Filmen, durch die man sich als Spencer oder Hill prügelt. Zur Fertigstellung des Videospiels wurde Geld via Crowdfunding gesammelt, das Ziel waren 130.000 Dollar.
Seit 2001 findet in Deutschland das Bud Spencer und Terence Hill Festival statt. Im Jahr 2023 fand das Festival mit 15.000 Teilnehmern erstmals außerhalb Deutschlands in Gubbio (Italien) statt.

## Widmungen

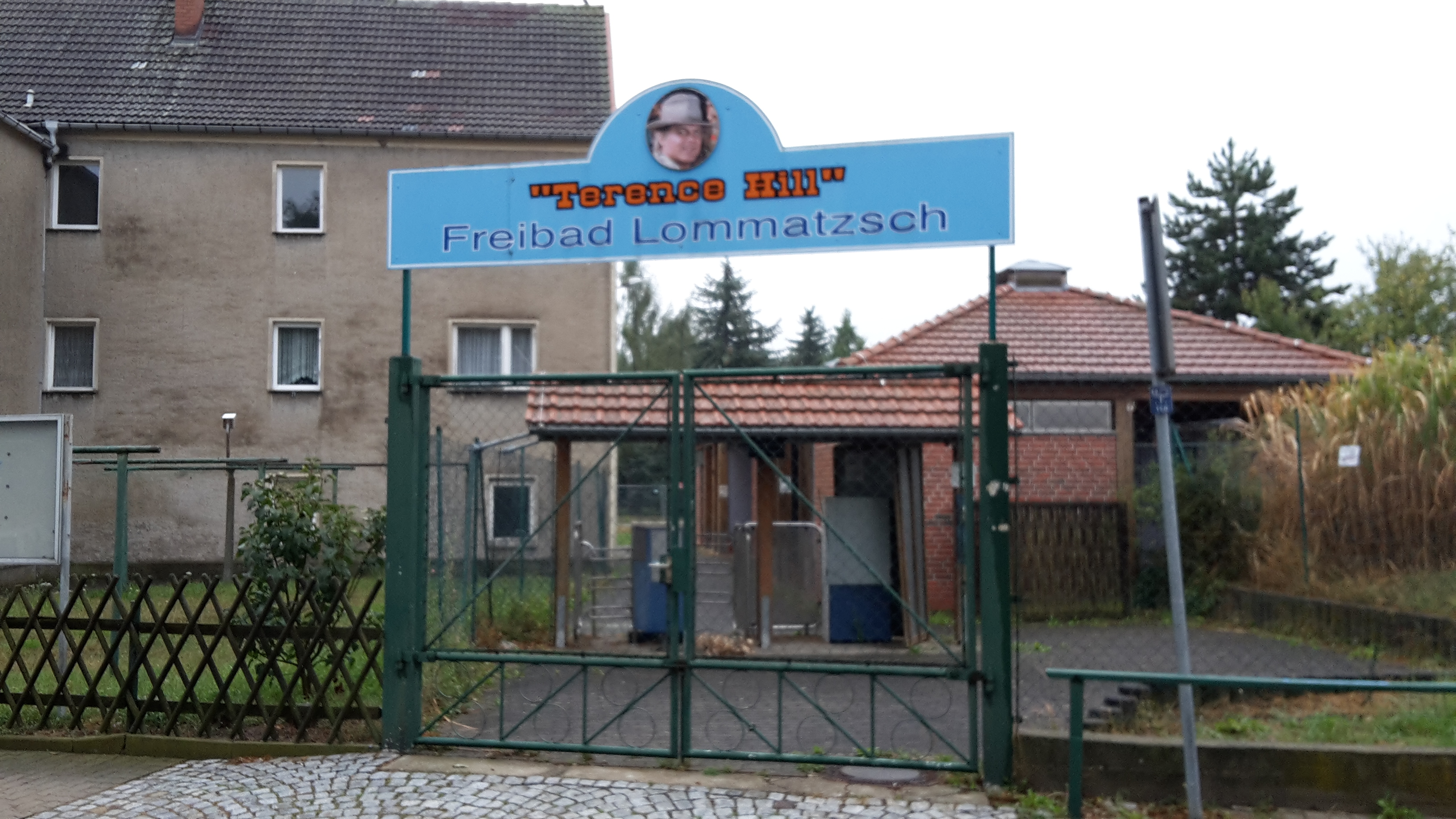
Das Terence-Hill-Freibad Lommatzsch

Das Freibad der Stadt Lommatzsch in Sachsen wurde am 16. Mai 1998 unter Verleihung des Namens Terence-Hill-Freibad Lommatzsch nach Sanierung wieder zur Nutzung freigegeben. Den Namen widmete man dem Ehrenbürger der Stadt Lommatzsch, da durch dessen Spende die Riesenrutsche des Bades finanziert werden konnte. Im Jahr 2010 wurde das Bad aufgrund von Rissen im Becken dauerhaft geschlossen. Terence Hill lebte von 1943 bis 1947 in Lommatzsch.
2011 widmete die Band CONTROTEMPO dem Duo den Song Come Bud Spencer e Terence Hill. Im Musikvideo haben Terence Hill und Bud Spencer einen Gastauftritt.
In Worms hätte 2018 eine Brücke nach ihm benannt werden sollen. Der Plan wurde aber widerrufen, um die bisherige Widmung nicht abzuwerten.

## Filmografie

### Schauspieler
- 1951: Das große Ferienabenteuer (Vacanze col gangster)
- 1952: Männer ohne Tränen (La voce del silenzio)
- 1953: Römischer Reigen (Villa Borghese)
- 1954: El Alamein (Divisione Folgore)
- 1955: Wandel des Herzens (La vena d’oro)
- 1955: Die Verirrten (Gli Sbandati)
- 1956: Mamma sconosciuta
- 1956: I vagabondi delle stelle
- 1957: Guaglione
- 1957: Lazzarella
- 1957: Das Leben ist ohne Gnade (La grande strada azzurra)
- 1958: Anna von Brooklyn (Anna di Brooklyn)
- 1958: Das Bildnis des Dorian Gray (Il novelliere: Il ritratto di Dorian Gray, Fernsehfilm)
- 1958: Kreuz und Schwert (La spada e la croce)
- 1959: Juke box, urli d’amore
- 1959: Cerasella
- 1959: Il padrone delle ferriere
- 1959: Spavaldi e innamorati
- 1959: Hannibal (Annibale)
- 1960: Kasernengeflüster (Un militare e mezzo)
- 1960: Giuseppe venduto dai fratelli
- 1960: Karthago in Flammen (Cartagine in fiamme)
- 1961: Pecado de amor
- 1961: Aladins Abenteuer (Le meraviglie di Aladino)
- 1962: Il giorno più corto
- 1962: Pirat der sieben Meere (Il dominatore dei sette mari)
- 1963: Der Leopard (Il gattopardo)
- 1964: Unter Geiern
- 1964: Winnetou 2. Teil
- 1965: Duell vor Sonnenuntergang
- 1965: Schüsse im 3/4 Takt
- 1965: Ruf der Wälder
- 1965: Old Surehand 1. Teil
- 1965: Der Ölprinz
- 1966: Die Nibelungen, 1. Teil: Siegfried von Xanten
- 1967: Die Nibelungen, 2. Teil: Kriemhilds Rache
- 1967: Blaue Bohnen für ein Halleluja (Little Rita nel West)
- 1967: Etappenschweine (La feldmarescialla)
- 1967: Io non protesto, io amo
- 1967: Gott vergibt – Django nie! (Dio perdona… io no!)
- 1968: Vier für ein Ave Maria (I quattro dell’Ave Maria)
- 1968: Django und die Bande der Gehenkten (Preparati la bara!)
- 1969: Hügel der blutigen Stiefel (La collina degli stivali)
- 1969: Der blauäugige Bandit (Barbagia (La società del malessere))
- 1970: Die rechte und die linke Hand des Teufels (Lo chiamavano Trinità)
- 1971: Freibeuter der Meere (Il corsaro nero)
- 1971: Der Teufel kennt kein Halleluja (La collera del vento)
- 1972: Allein gegen das Gesetz (Il vero e il falso)
- 1972: Vier Fäuste für ein Halleluja (…continuavano a chiamarlo Trinità)
- 1972: Verflucht, verdammt und Halleluja (E poi lo chiamarono il magnifico)
- 1972: Zwei Himmelhunde auf dem Weg zur Hölle (Più forte ragazzi!)
- 1973: Mein Name ist Nobody (Il mio nome è Nessuno)
- 1974: Zwei wie Pech und Schwefel (… altrimenti ci arrabbiamo!)
- 1974: Zwei Missionare (Porgi l’altra guancia)
- 1975: Nobody ist der Größte (Un genio, due compari, un pollo)
- 1976: Zwei außer Rand und Band (I due superpiedi quasi piatti)
- 1977: Mister Billion (Mr. Billion)
- 1977: Marschier oder stirb (March or die)
- 1978: Zwei sind nicht zu bremsen (Pari e dispari)
- 1979: Das Krokodil und sein Nilpferd (Io sto con gli ippopotami)
- 1980: Der Supercop (Poliziotti superpiù)
- 1981: Zwei Asse trumpfen auf (Chi trova un amico trova un tesoro)
- 1983: Zwei bärenstarke Typen (Nati con la camicia)
- 1984: Keiner haut wie Don Camillo (Don Camillo)
- 1984: Vier Fäuste gegen Rio (Non c’è due senza quattro)
- 1985: Die Miami Cops (Miami Supercops (I poliziotti dell’8ª strada))
- 1987: Renegade
- 1991: Lucky Luke
- 1992–1993: Lucky Luke (Fernsehserie, 8 Folgen)
- 1994: Die Troublemaker (Botte di Natale)
- 1997: Virtual Weapon (Potenza virtuale)
- 2000–2022: Don Matteo (Fernsehserie, 259 Folgen / 13 Staffeln)
- 2005: Der Mann, der mit den Adlern träumte (L’uomo che sognava con le aquile) (Fernsehfilm)
- 2008: Der Mann, der in der Dunkelheit ritt (L’uomo che cavalcava nel buio) (Fernsehfilm)
- 2009: Doc West – Nobody ist zurück (Doc West) (Fernsehfilm)
- 2009: Doc West – Nobody schlägt zurück (Triggerman) (Fernsehfilm)
- 2011–2015: Die Bergpolizei – Ganz nah am Himmel (Un passo dal cielo, Fernsehserie, 40 Folgen)
- 2017: Sie nannten ihn Spencer
- 2018: Mein Name ist Somebody (Il mio nome è Thomas)

### Regisseur
- 1984: Keiner haut wie Don Camillo (Don Camillo)
- 1991: Lucky Luke
- 1992: Lucky Luke: Ein Trunk von ganz besonderer Güte (Lucky Luke – Una notte di mezza estate a Daisy Town)
- 1992: Lucky Luke: Wo bitte bleibt das Gegengift? (Lucky Luke – Magia indiana)
- 1992: Lucky Luke: Ein Zar kommt meistens im April (Lucky Luke – Pesce d’aprile)
- 1994: Die Troublemaker (Botte di Natale)
- 2009: Doc West – Nobody ist zurück
- 2009: Doc West – Nobody schlägt zurück
- 2018: Mein Name ist Somebody – Zwei Fäuste kehren zurück (Il mio nome è Thomas)

### Drehbuchautor
- 1987: Renegade
- 2018: Mein Name ist Somebody – Zwei Fäuste kehren zurück (Il mio nome è Thomas)

### Filmproduzent
- 1979: Org
- 1984: Keiner haut wie Don Camillo (Don Camillo)

## Auszeichnungen
- 1972: Bravo Otto in Bronze
- 1973: Bravo Otto in Bronze
- 1974: Bravo Otto in Gold
- 1975: Bambi
- 1975: Bravo Otto in Gold
- 1976: Bravo Otto in Silber
- 1977: Bravo Otto in Bronze
- 1980: Bravo Otto in Silber
- 2010: David di Donatello